# Tijgerlelie (personage)
Tijgerlelie is een personage uit de Peter Panverhalen van de Schotse schrijver J.M. Barrie.
Tijgerlelie is een prinses van de indianen die op een eiland in Neverland wonen. Ze is oud genoeg om te trouwen, maar ze weigert alle verzoeken omdat ze verlangt naar Peter Pan. Ze is jaloers op Wendy Schat en Tinkelbel.
Tijgerlelie wordt ontvoerd door kapitein Haak en komt bijna om het leven als ze op de dodenrots is vastgebonden. Bij vloed zal het water zo hoog stijgen dat Tijgerlelie zal  verdrinken. Vanzelfsprekend redt Peter Pan haar. Dit wordt vervolgens bij de indianen groots gevierd. Tinkelbel en Wendy zijn er echter niet erg blij mee en ze zijn erg jaloers.

## Rol in Disney-film
In de Disney-tekenfilm Peter Pan uit 1953 heeft Tijgerlelie geen grote rol. Ze wordt ontvoerd door kapitein Haak en Vetje, maar weigert te vertellen waar Peter Pans schuilplaats is.
Ze zwijgt in de hele film, omdat ze Peter Pan niet wil verraden. Ze heeft eigenlijk qua tekst maar één woordje wat ze vanwege de vloed op de dodenrots zelfs niet kan afmaken, namelijk "Hel...!" (ze kan het woord "Help" niet eens meer helemaal uitspreken).
Peter Pan redt haar en ze gaan samen naar de indianenstam, waar Peter Chief wordt gemaakt. Tijgerlelie danst en laat merken dat ze Peter Pan erg aantrekkelijk vindt, en geeft hem een indianenkus (waarna hij knalrood wordt). Ze dansen samen, waarna Wendy erg jaloers op Tijgerlelie wordt.
In de liveaction-bewerking Peter Pan & Wendy heeft ze ook een rol.